# Hader (Textilie)

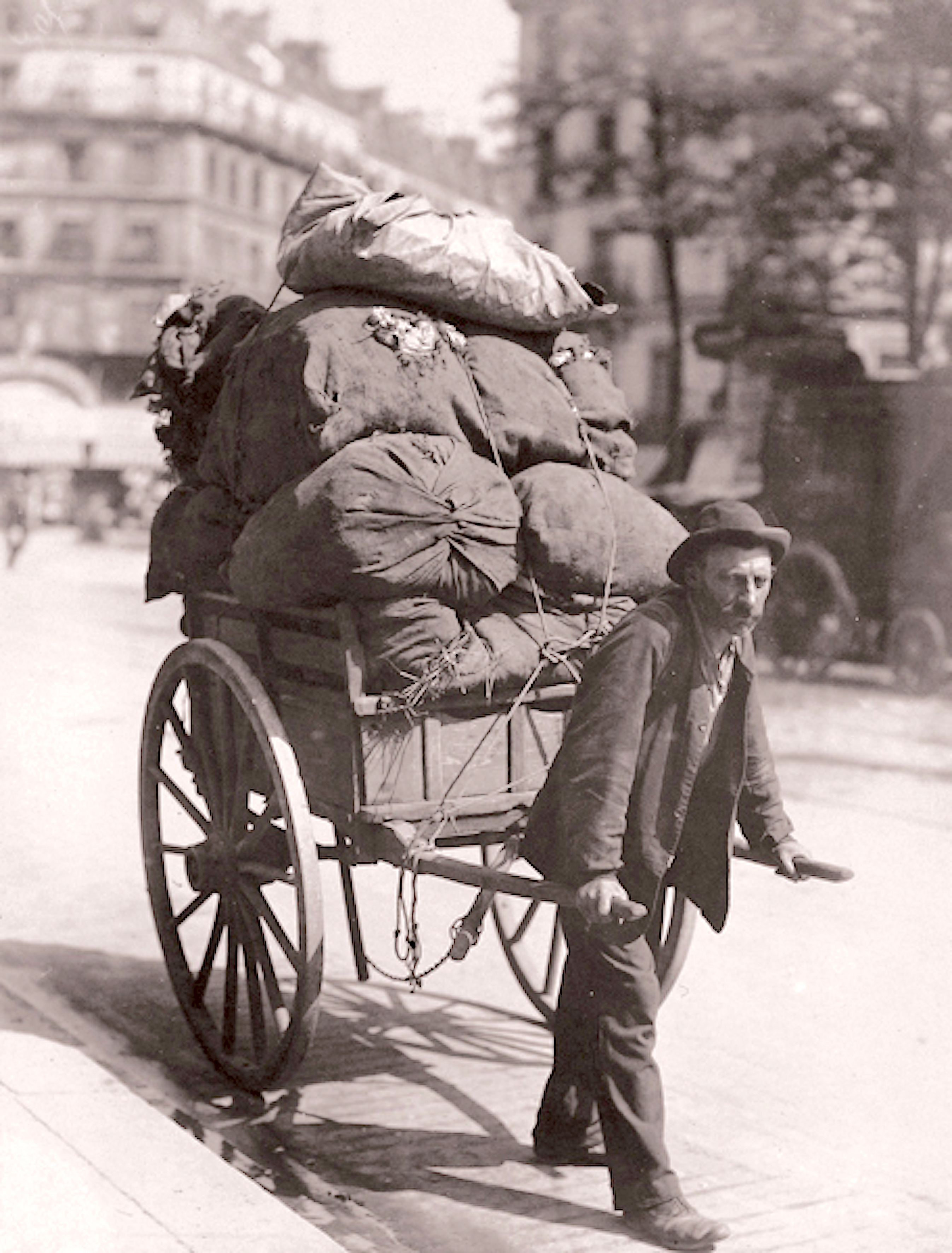
Lumpensammler in Paris;
Fotografie von Eugène Atget, 1899

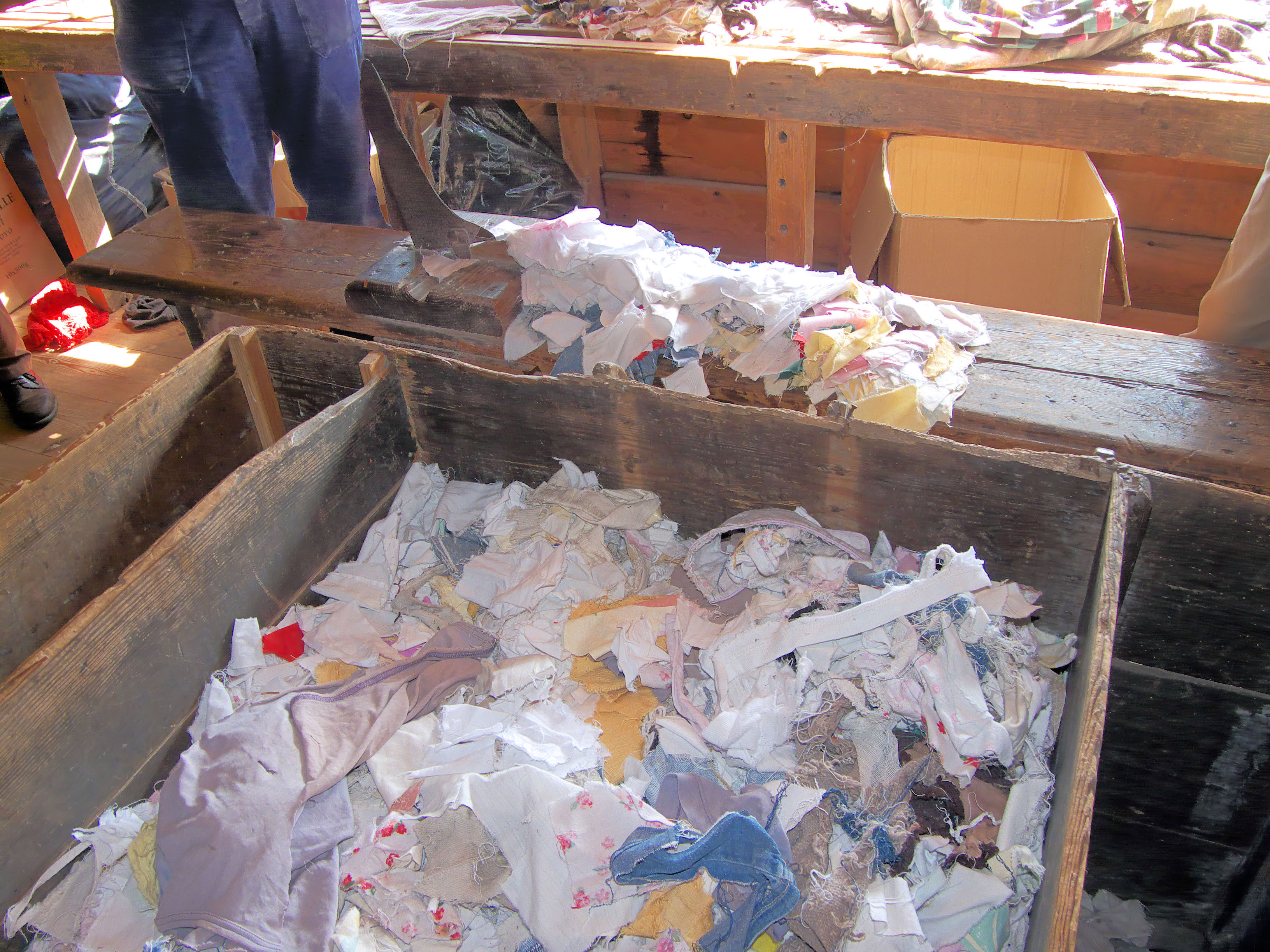
Hadern in der Papiermühle De Schoolmeester in Zaanstad, Niederlande, 2008

Hader, hergeleitet vom althochdeutschen Wort hadara (Lappen, Schafspelz) bzw. dem  altsächsischen Wort hadelin (Lumpen)	, ist die mittelhochdeutsche Bezeichnung für ein abgerissenes oder abgeschnittenes Stück Stoff, auch Lumpen oder Fetzen genannt. Als Hader wird auch ein abgetragenes, zerschlissenes Kleidungsstück bezeichnet, das aus Altersgründen in Stücke zerfällt.

## Hader als Faserrohstoff in der Papierherstellung
Bis Mitte des 19. Jahrhunderts bildeten in Europa Hadern aus Leinen, Hanf oder Baumwolle – zusammen mit Spinnerei- und Seilereiabfällen – den einzig verfügbaren Faserrohstoff bei der Herstellung von Papier, dem sogenannten Hadernpapier.
Seit dem Mittelalter bis hinein ins 20. Jahrhundert sammelten oder kauften umherziehende Lumpensammler als fahrendes Volk diese Textilien bei der Bevölkerung auf und veräußerten sie an Papiermühlen. Häufig legten die Papiermacher großen Wert darauf, dass ihnen von der Landesherrschaft spezielle Rechte zum Hadernerwerb eingeräumt wurden. Durch die Einführung der chemischen Bleiche (Einsatz von Chlorgas, Chlorkalk etc.) konnte im Verlauf des 19. Jahrhunderts die Rohstoffbasis der Feinpapierfabriken ausgeweitet werden.

## Heutige Verwendung für die Fertigung hochwertiger Papiere
Heute werden bei der Papierherstellung weniger als 2 % der Faserrohstoffe aus Hadern gewonnen. Sie werden in einem „Hadernschneider“ oder „Haderndrescher“ so zerrissen oder zerkleinert, dass die Fasern möglichst unbeschädigt bleiben. Textillumpen – heute der Oberbegriff für unverholzte Pflanzenfasern aus z. B. Baumwolle oder Leinen – sind wegen ihrer langkettigen Fasern das beste Ausgangsmaterial für die Papierherstellung. Papiere aus Hadern oder mit einem Hadernanteil sind alterungsbeständiger und robuster als Papiere aus Zellstoff. Grundlage für diese Papiere bilden die aus Hadern gewonnenen Fasern, die mit Zellstoff, sortenreinen Faserstoffzugaben (beispielsweise reiner Baumwolle) und zunehmend auch mit Chemiefasern vermischt werden. Diese werden für Papiere verwendet, an die besondere Ansprüche gestellt werden.